# 陰陽學官
陰陽學官，掌管陰陽學事務的衙門官吏。

## 歷代沿革

### 元代[1]
元世祖至元二十八年夏六月，始置諸路陰陽學，依儒學、醫學之例，每路設教授以訓誨之。延祐初，令陰陽人依儒、醫例，於路府州設教授一員，凡陰陽人皆管轄之。

### 明代[2]
陰陽學。府，正術一人，從九品。州，典術一人。縣，訓術一人。洪武十七年置，設官不給祿。

### 清代[3]
陰陽學。府正術，州典術，縣訓術，各一人。俱未入流。由所轄有司遴行端者，咨部給劄。雍正七年，令兼轄星學。